# Irenismo
L'irenismo (derivato dal greco εἰρήνη, «pace») è un movimento sorto in seno alla Chiesa cattolica, che auspica il ritorno ad essa delle Chiese separate e, più in generale, il dialogo, in particolar modo con la Chiesa ortodossa.
Premesse di questa corrente sono già ravvisabili nel periodo della Riforma protestante.
A partire dal 1926, la sensibilità irenica si è andata concretizzando nella pubblicazione, da parte dei monaci benedettini di Amay-sur-Meuse a Liegi, della rivista Irénikon.